# Hans Jensens Stræde
Hans Jensens Stræde er en gade i den nordøstlige udkant af Odenses gamle bykerne. Gadenavnet kendes fra 1600-tallet og er opkaldt efter en rådmand eller en grydestøber Hans Jensen. 
Gadegennembruddet af bl.a Hans Jensens Stræde med anlæggelsen af Thomas B. Thriges Gade blev vedtaget enstemmigt i byrådet i 1952, i 1960 gik arbejdet i gang, og i 1962 var den samlede vejplan klar. Siden indvielsen af Thomas B. Thriges Gade den 6. maj 1970 har der været mange forslag til at forbedre bymiljøet omkring den. 
I 1868 blev huset i Hans Jensens Stræde 43-45 på hjørnet af Bangs Boder udpeget som H.C. Andersens fødested.
Fyns Grafiske Værksted blev i 1976 grundlagt i Hans Jensens Stræde 18-20.
- Galleri
- Hans Jensens Stræde 34
- Set fra gaden Ramsherred

## Ekstern henvisning
- Odense Bys Museer om H.C. Andersens Hus Arkiveret 11. april 2006 hos  Wayback Machine

- Wikimedia Commons har flere filer relateret til Hans Jensens Stræde

55°23′55.4″N 10°23′27.1″Ø / 55.398722°N 10.390861°Ø